# Palazzo del Vermexio
Il Palazzo del Senato, detto anche Palazzo Vermexio (1629-1633), fu commissionato dal governo della città all'architetto Giovanni Vermexio, per sostituire l'antica sede della Camera Regionale di Siracusa. L'edificio quindi divenne il palazzo del Senato cittadino e del Governo della città sino ad oggi, sede degli uffici del Sindaco e del municipio.

## Caratteristiche
Questo palazzo può ritenersi a ragione l'espressione più alta del geometrismo che anima tutte le realizzazioni di Giovanni Vermexio. Esso era, in origine, un cubo perfetto, diviso a metà altezza, da un lungo balcone che separa, anche stilisticamente, i due ordini: l'inferiore rinascimentale, il superiore barocco. 
Il primo piano è impostato su schemi classici: le grandi finestre timpanate, le paraste bugnate dorico toscano, la solenne trabeazione decorata con triglifi e metope. Non sono assenti gli accenni barocchi: dai mascheroni alle mensole, tutte diverse, delle finestre.

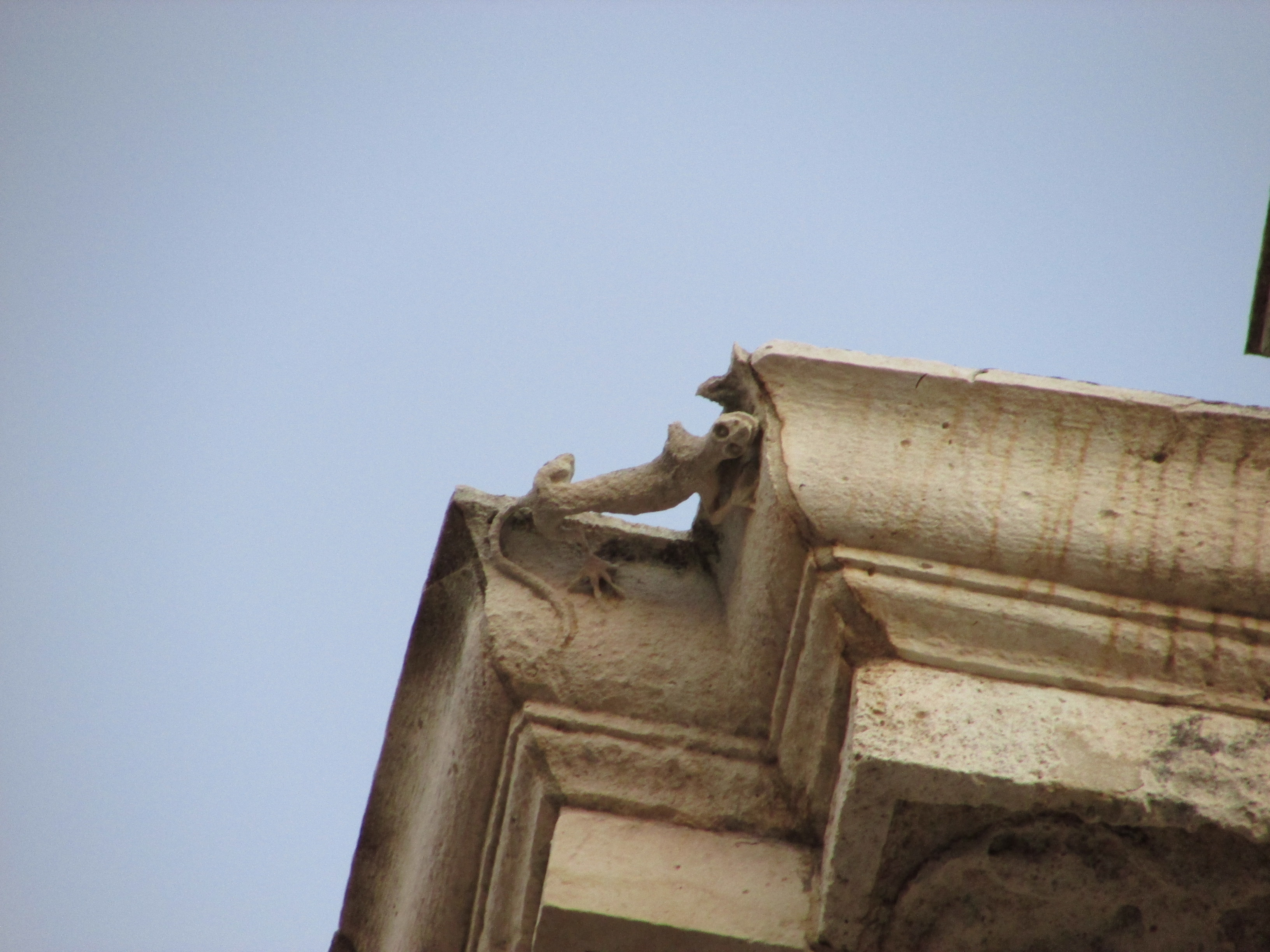
La lucertola del Palazzo Vermexio, la "firma" dell'architetto

La balconata apre il piano superiore in stile barocco. Qui le paraste ioniche scandiscono il prospetto con finestre alternate a nicchie: destinate a contenere le statue dei reali di Spagna mai completate da Gregorio Tedeschi a cui era stata affidata la decorazione scultorea del palazzo, egli infatti riuscì a portare a termine solo l'aquila imperiale bicipite.
Chiude la costruzione un'abbondantissima decorazione con festoni che corrono tra i capitelli ed un cornicione fortemente aggettante.
Nell'angolo sinistro del cornicione del palazzo, l'architetto Vermexio volendolo quasi “firmare”, vi scolpì un minuscolo geco (detto in dialetto siracusano scuppiuni) o lucertola: epiteto conferito all'architetto a causa della sua rara magrezza ed altezza.
All'interno dell'atrio è parcheggiata la carrozza settecentesca (1763) del Senato, realizzata su modello delle berline austriache.

## Interventi architettonici successivi
Nel 1870 l'equilibrio delle proporzioni voluto dal Vermexio viene alterato con la realizzazione di un attico, destinato ad ospitare i locali dell'ufficio tecnico. L'ultima e più grave violenza il palazzo l'ha subita intorno agli anni '60 quando ad esso fu accorpato un nuovo fabbricato per ampliare gli uffici del municipio; così facendo è stato stravolto l'originario progetto demolendo l'antica chiesetta di S. Sebastiano e la sede della Biblioteca dell'Arcivescovado, fondata nel 1780 dal Vescovo Alagona.

## Curiosità
- Sul lato destro della facciata ad angolo con via Minerva, si trovano due graffiti che riproducono la facciata di una chiesa. Uno studio del 2016 ritiene che il graffito principale rappresenti la facciata della Cattedrale e che venne eseguito con la punta di una baionetta dai soldati di guardia del palazzo.[1]
- Nel cortile interno prospiciente l'ingresso principale si trovano in alto dei blocchi di pietra che furono predisposti per ospitare una scultura dello stemma della città. Il progetto risale agli anni 70 del secolo scorso ma non venne mai ultimato.[2]

## Galleria d'immagini

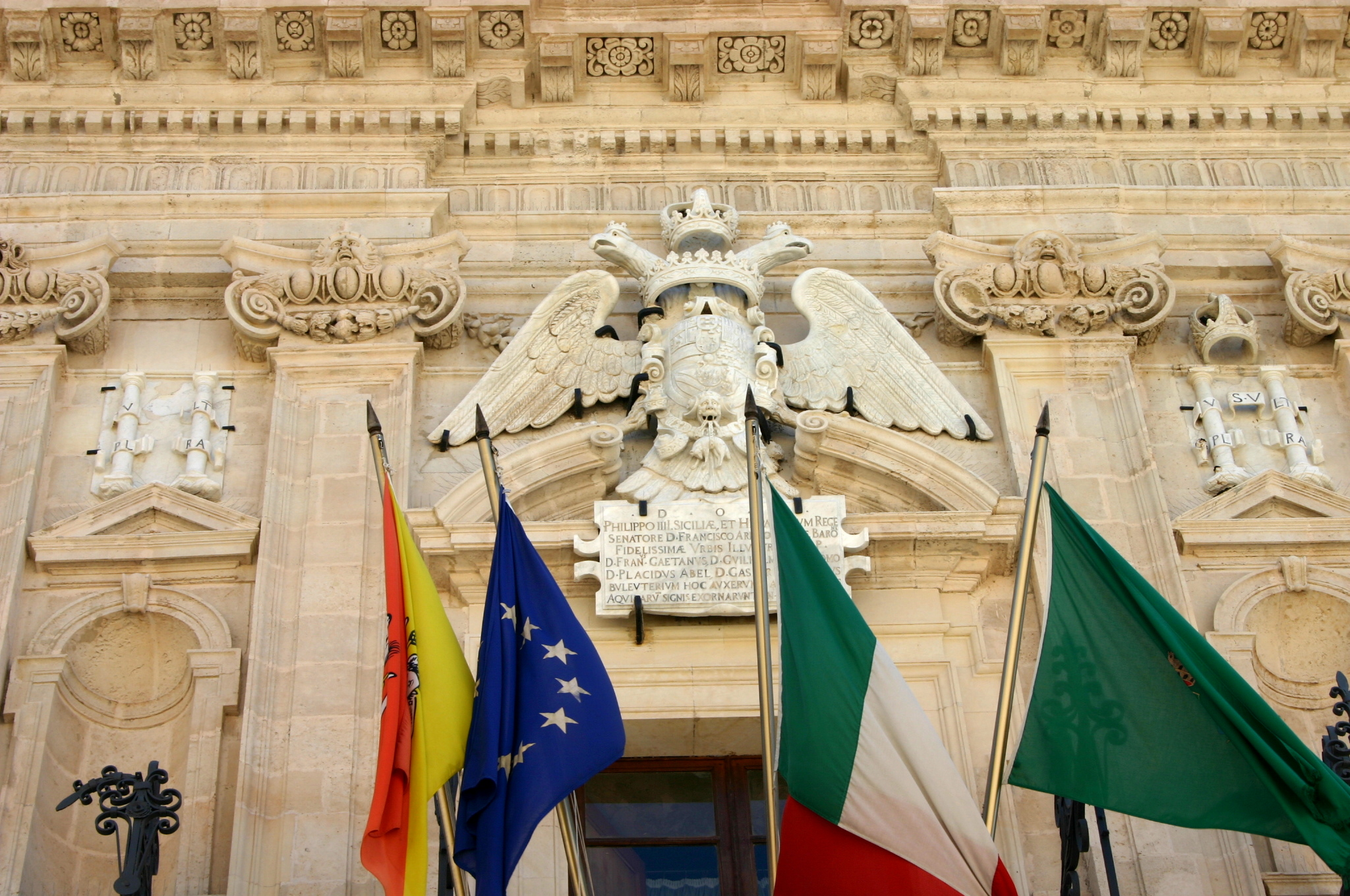
Lo stemma della città sulla facciata
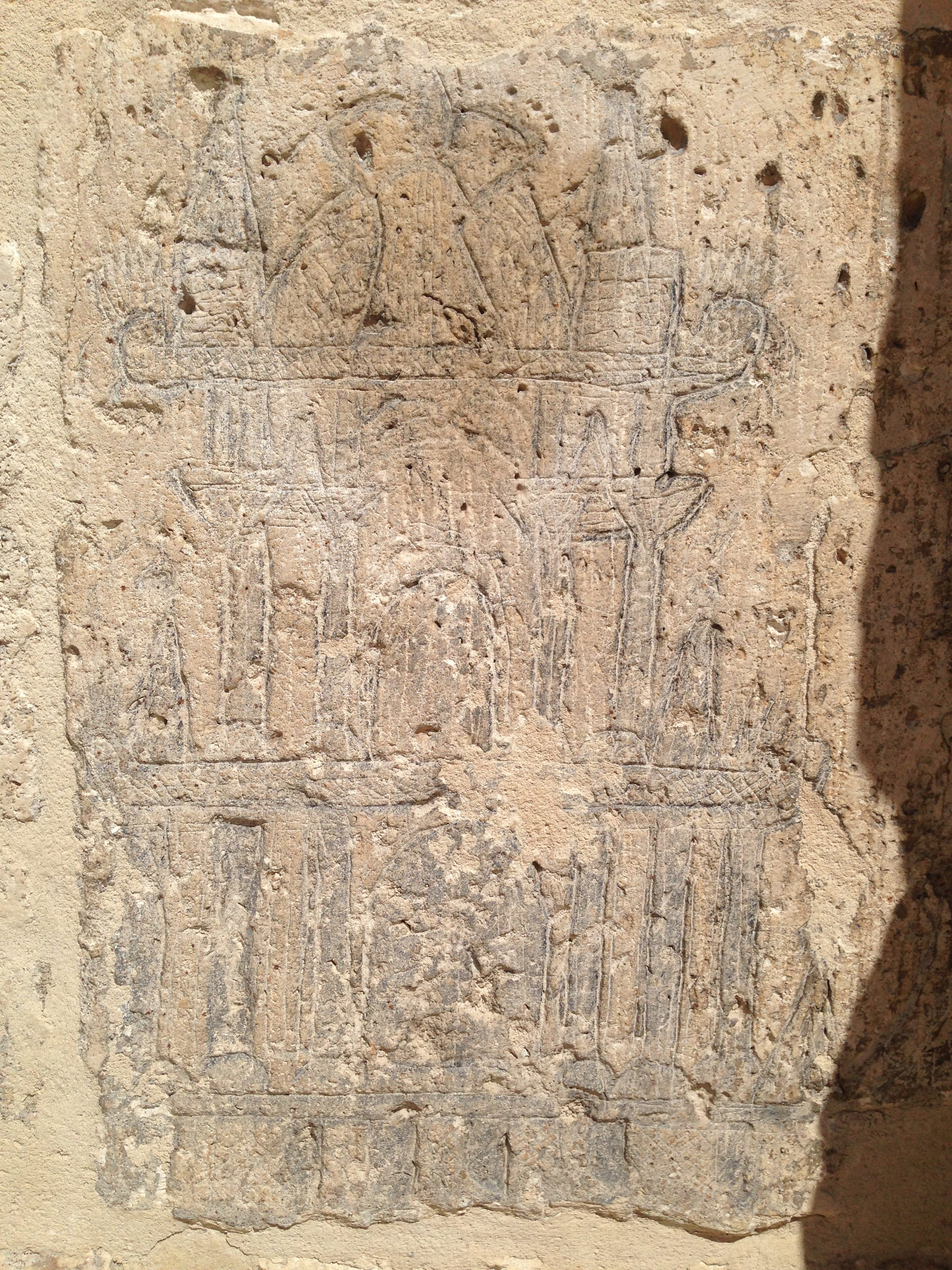
Graffito con rappresentazione della facciata della Cattedrale eseguita con baionetta incisa nella facciata del palazzo Vermexio.
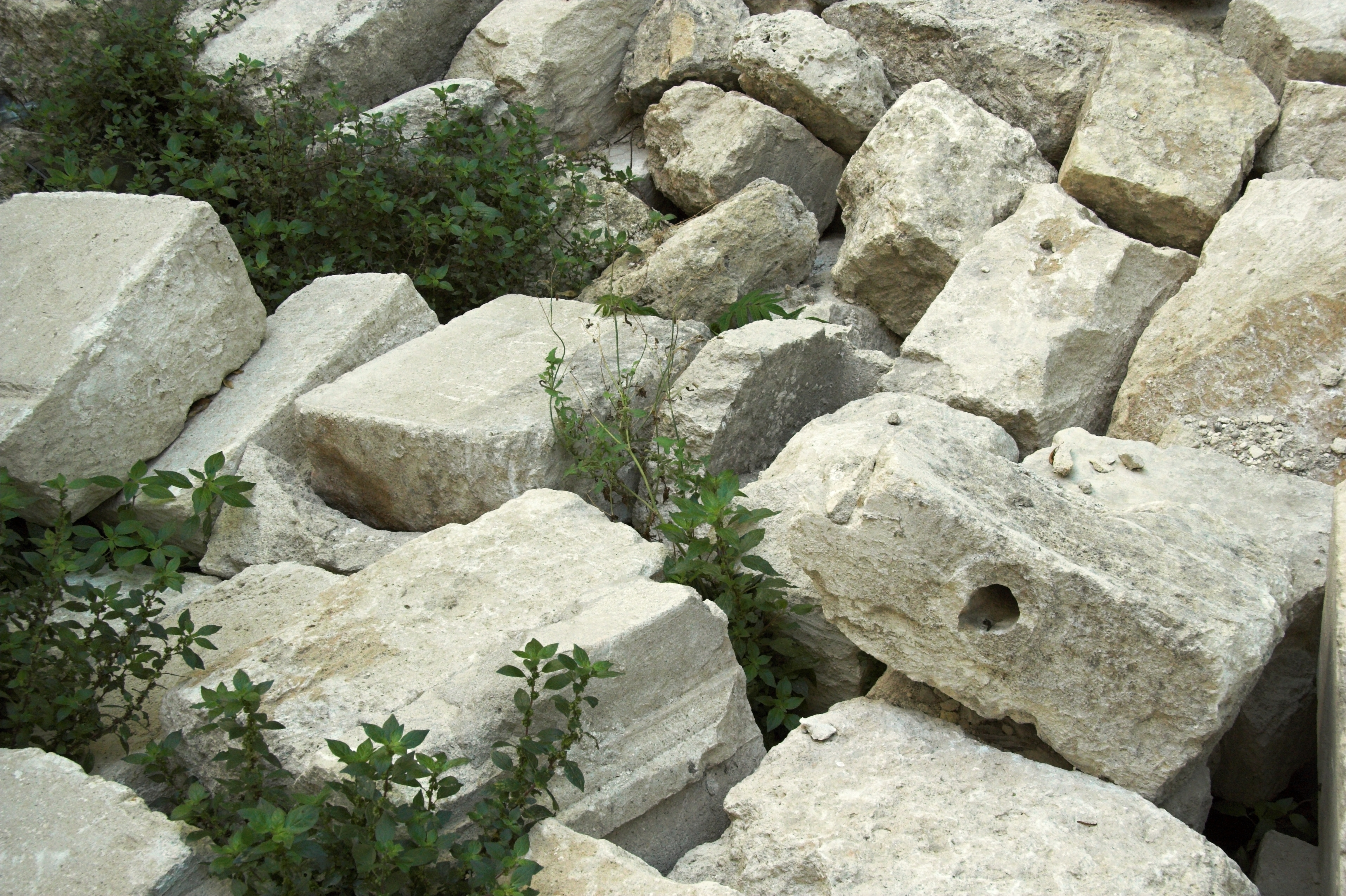
Alcuni blocchi dell'Artemision